# A Nemzetközi Űrállomás személyzetei
A Nemzetközi Űrállomás állandó személyzeteinek neve N Személyzet, minden személyzetváltás után eggyel nő. A 20. személyzettől kezdve a sorszámozás a Szojuz űrhajó eltávozása után növekszik eggyel. Az ideiglenes látogatók és az űrturisták nem részei az expedícióknak. Bár sok milliárdos próbált meg feljutni, de ezt megfelelő képesítés hiányában nem engedhették meg.

## Teljesített küldetés
| Expedíció      | Személyzet (parancsnok dőlt betűvel)                                                        | Fotó | Jelvény                              | Indítás                                    | Indító űrhajó                              | Leszállás                                  | Visszatérő űrhajó              | Időtartam (nap)                |
| -------------- | ------------------------------------------------------------------------------------------- | --- | ------------------------------------ | ------------------------------------------ | ------------------------------------------ | ------------------------------------------ | ------------------------------ | ------------------------------ |
| 1. személyzet  | William McMichael Shepherd Jurij Gidzenko Szergej Konsztantyinovics Krikaljov               | Krikaljow, Shepherd, Gidsenko |                                      | 2000. október 31. 07:52:47 UTC             | Szojuz TM–31                               | 2001. március 21. 07:33:06 UTC             | STS–102                        | 140.98                         |
|                |                                                                                             | |                                      |                                            |                                            |                                            |                                |                                |
| 2. személyzet  | Jurij Uszacsov Susan Helms James Voss                                                       | Voss, Ussatschow, Helms |                                      | 2001. március 8. 11:42:09 UTC              | STS–102                                    | 2001. augusztus 22. 19:24:06 UTC           | STS–105                        | 167.28                         |
|                |                                                                                             | |                                      |                                            |                                            |                                            |                                |                                |
| 3. személyzet  | Frank Lee Culbertson Vlagyimir Gyezsurov Mihail Tyurin                                      | Tjurin, Culbertson, Deschurow |                                      | 2001. augusztus 10. 21:10:15 UTC           | STS–105                                    | 2001. december 17. 17:56:13 UTC            | STS–108                        | 128.86                         |
|                |                                                                                             | |                                      |                                            |                                            |                                            |                                |                                |
| 4. személyzet  | Jurij Onufrijenko Daniel Wheeler Bursch Carl Erwin Walz                                     | Bursch, Onufrijenko, Walz |                                      | 2001. december 5. 22:19:28 UTC             | STS–108                                    | 2002. június 19. 09:57:41 UTC              | STS–111                        | 195.82                         |
|                |                                                                                             | |                                      |                                            |                                            |                                            |                                |                                |
| 5. személyzet  | Valerij Grigorjevics Korzun Szergej Jevgenyjevics Trescsov Peggy Annette Whitson            | Korsun, Whitson, Treschtschow |                                      | 2002. június 25. 21:22:49 UTC              | STS–111                                    | 2002. december 7. 19:37:12 UTC             | STS–113                        | 184.93                         |
|                |                                                                                             | |                                      |                                            |                                            |                                            |                                |                                |
| 6. személyzet  | Kenneth Dwane Bowersox Nyikolaj Mihajlovics Budarin Donald Roy Pettit                       | Pettit, Bowersox, Budarin |                                      | 2002. november 24. 00:49:47 UTC            | STS–113                                    | 2003. május 4. 02:04:25 UTC                | Szojuz TMA–1                   | 161.05                         |
|                |                                                                                             | |                                      |                                            |                                            |                                            |                                |                                |
| 7. személyzet  | Jurij Ivanovics Malencsenko Edward Tsang Lu                                                 | Malentschenko, Lu |                                      | 2003. április 26. 03:53:52 UTC             | Szojuz TMA–2                               | 2003. október 28. 02:40:20 UTC             | Szojuz TMA–2                   | 184.93                         |
|                |                                                                                             | |                                      |                                            |                                            |                                            |                                |                                |
| 8. személyzet  | Michael Colin Foale Alekszandr Jurjevics Kaleri                                             | Kaleri, Foale |                                      | 2003. október 18. 05:38:03 UTC             | Szojuz TMA–3                               | 2004. április 30. 00:11:15 UTC             | Szojuz TMA–3                   | 194.77                         |
|                |                                                                                             | |                                      |                                            |                                            |                                            |                                |                                |
| 9. személyzet  | Gennagyij Ivanovics Padalka Edward Michael Fincke                                           | Fincke, Padalka |                                      | 2004. április 19. 03:19:00 UTC             | Szojuz TMA–4                               | 2004. október 24. 00:32:00 UTC             | Szojuz TMA–4                   | 185.66                         |
|                |                                                                                             | |                                      |                                            |                                            |                                            |                                |                                |
| 10. személyzet | Leroy Chiao Szalizsan Sakirovics Saripov                                                    | Chiao, Scharipow |                                      | 2004. október 14. 03:06 UTC                | Szojuz TMA–5                               | 2005. április 24. 22:08:00 UTC             | Szojuz TMA–5                   | 192.79                         |
|                |                                                                                             | |                                      |                                            |                                            |                                            |                                |                                |
| 11. személyzet | Szergej Konsztantyinovics Krikaljov John Lynch Phillips                                     | Krikaljow, Phillips |                                      | 2005. április 15. 00:46:00 UTC             | Szojuz TMA–6                               | 2005. október 11. 01:09:00 UTC             | Szojuz TMA–6                   | 179.02                         |
|                |                                                                                             | |                                      |                                            |                                            |                                            |                                |                                |
| 12. személyzet | William Surles McArthur Valerij Ivanovics Tokarev                                           | McArthur, Tokarev |                                      | 2005. október 1. 03:54:00 UTC              | Szojuz TMA–7                               | 2006. április 8. 23:48:00 UTC              | Szojuz TMA–7                   | 189.01                         |
|                |                                                                                             | |                                      |                                            |                                            |                                            |                                |                                |
| 13. személyzet | Pavel Vlagyimirovics Vinogradov Jeffrey Williams                                            | Winogradow, Williams · Reiter, Winogradow, Williams                                                                                   |                                      | 2006. március 30. 02:30 UTC                | Szojuz TMA–8                               | 2006. szeptember 28. 01:13 UTC             | Szojuz TMA–8                   | 182.65                         |
| 13. személyzet | Thomas Reiter                                                                               | Winogradow, Williams · Reiter, Winogradow, Williams                                                                                   | 2006. július 4. 18:38 UTC            | STS–121                                    | A 14. személyzetnek is tagja.              | A 14. személyzetnek is tagja.              | A 14. személyzetnek is tagja.  |                                |
|                |                                                                                             | |                                      |                                            |                                            |                                            |                                |                                |
| 14. személyzet | Michael Eladio Lopez-Alegria Mihail Tyurin                                                  | Reiter, Michael López-Alegría, Tjurin · Williams, Lopez-Alegria, Tjurin                                                               |                                      | 2006. szeptember 18. 04:09 UTC             | Szojuz TMA–9                               | 2007. április 21. 12:31 UTC                | Szojuz TMA–9                   | 215.35                         |
| 14. személyzet | Thomas Reiter                                                                               | Reiter, Michael López-Alegría, Tjurin · Williams, Lopez-Alegria, Tjurin                                                               | A 13. személyzetből átvéve.          | A 13. személyzetből átvéve.                | 2006. december 21. 22:32 UTC               | STS–116 – USA                              | 171.16                         |                                |
| 14. személyzet | Sunita Lyn Williams                                                                         | Reiter, Michael López-Alegría, Tjurin · Williams, Lopez-Alegria, Tjurin                                                               | 2006. december 10. 01:47 UTC         | STS–116                                    | A 15. személyzetnek is tagja.              | A 15. személyzetnek is tagja.              | A 15. személyzetnek is tagja.  |                                |
|                |                                                                                             | |                                      |                                            |                                            |                                            |                                |                                |
| 15. személyzet | Fjodor Jurcsihin Oleg Valerjevics Kotov                                                     | Williams, Jurtschichin, Kotow · Anderson, Jurtschichin, Kotow                                                                         |                                      | 2007. április 7. 17:31 UTC                 | Szojuz TMA–10                              | 2007. október 21. 10:36 UTC                | Szojuz TMA–10                  | 196.71                         |
| 15. személyzet | Sunita Lyn Williams                                                                         | Williams, Jurtschichin, Kotow · Anderson, Jurtschichin, Kotow                                                                         | A 14. személyzetből átvéve.          | A 14. személyzetből átvéve.                | 2007. június 22. 19:49 UTC                 | STS–117                                    | 194.75                         |                                |
| 15. személyzet | Clayton Anderson                                                                            | Williams, Jurtschichin, Kotow · Anderson, Jurtschichin, Kotow                                                                         | 2007. június 8. 23:38 UTC            | STS–117                                    | A 16. személyzetnek is tagja.              | A 16. személyzetnek is tagja.              | A 16. személyzetnek is tagja.  |                                |
|                |                                                                                             | |                                      |                                            |                                            |                                            |                                |                                |
| 16. személyzet | Peggy Whitson Jurij Malencsenko                                                             | Anderson, Malentschenko, Tani, Eyharts, Whitson, Reisman                                                                              |                                      | 2007. október 10. 13:22 UTC                | Szojuz TMA–11                              | 2008. április 19. 08:30 UTC                | Szojuz TMA–11                  | 191.80                         |
| 16. személyzet | Clayton Anderson                                                                            | Anderson, Malentschenko, Tani, Eyharts, Whitson, Reisman                                                                              | A 15. személyzetből átvéve.          | A 15. személyzetből átvéve.                | 2007. november 7. 18:01 UTC                | STS–120                                    | 151.77                         |                                |
| 16. személyzet | Daniel Tani                                                                                 | Anderson, Malentschenko, Tani, Eyharts, Whitson, Reisman                                                                              | 2007. október 23. 15:38 UTC          | STS–120                                    | 2008. február 20. 14:07 UTC                | STS–122                                    | 119.94                         |                                |
| 16. személyzet | Léopold Eyharts                                                                             | Anderson, Malentschenko, Tani, Eyharts, Whitson, Reisman                                                                              | 2008. február 7. 19:45 UTC           | STS–122                                    | 2008. március 27. 06:28 UTC                | STS–123                                    | 48.55                          |                                |
| 16. személyzet | Garrett Reisman                                                                             | Anderson, Malentschenko, Tani, Eyharts, Whitson, Reisman                                                                              | 2008. március 11. 06:28 UTC          | STS–123                                    | A 17. személyzetnek is tagja.              | A 17. személyzetnek is tagja.              | A 17. személyzetnek is tagja.  |                                |
|                |                                                                                             | |                                      |                                            |                                            |                                            |                                |                                |
| 17. személyzet | Szergej Volkov Oleg Kononyenko                                                              | Chamitoff, Reisman, Wolkow, Kononenko                                                                                                 |                                      | 2008. április 8. 11:16 UTC                 | Szojuz TMA–12                              | 2008. október 24. 03:37 UTC                | Szojuz TMA–12                  | 198.68                         |
| 17. személyzet | Garrett Reisman                                                                             | Chamitoff, Reisman, Wolkow, Kononenko                                                                                                 | A 16. személyzetből átvéve.          | A 16. személyzetből átvéve.                | 2008. június 14. 15:16 UTC                 | STS–124                                    | 95.37                          |                                |
| 17. személyzet | Gregory Chamitoff                                                                           | Chamitoff, Reisman, Wolkow, Kononenko                                                                                                 | 2008. május 31. 21:02 UTC            | STS–124                                    | A 18. személyzetnek is tagja.              | A 18. személyzetnek is tagja.              | A 18. személyzetnek is tagja.  |                                |
|                |                                                                                             | |                                      |                                            |                                            |                                            |                                |                                |
| 18. személyzet | Michael Fincke Jurij Loncsakov                                                              | Wakata, Fincke, Magnus, Lontschakow, Chamitoff                                                                                        |                                      | 2008. október 12. 07:01 UTC                | Szojuz TMA–13                              | 2009. április 8. 07:16 UTC                 | Szojuz TMA–13                  | 178.01                         |
| 18. személyzet | Gregory Chamitoff                                                                           | Wakata, Fincke, Magnus, Lontschakow, Chamitoff                                                                                        | A 17. személyzetből átvéve.          | A 17. személyzetből átvéve.                | 2008. november 30. 21:25 UTC               | STS–126                                    | 183.02                         |                                |
| 18. személyzet | Sandra Magnus                                                                               | Wakata, Fincke, Magnus, Lontschakow, Chamitoff                                                                                        | 2008. november 15. 00:55 UTC         | STS–126                                    | 2009. március 28. 19:13 UTC                | STS–119                                    | 133.76                         |                                |
| 18. személyzet | Vakata Kóicsi                                                                               | Wakata, Fincke, Magnus, Lontschakow, Chamitoff                                                                                        | 2009. március 15. 23:43 UTC          | STS–119                                    | A 19. személyzetnek is tagja.              | A 19. személyzetnek is tagja.              | A 19. személyzetnek is tagja.  |                                |
|                |                                                                                             | |                                      |                                            |                                            |                                            |                                |                                |
| 19. személyzet | Gennagyij Padalka Michael Barratt – USA                                                     | Barratt, Padalka, Wakata |                                      | 2009. március 26. 11:49 UTC                | Szojuz TMA–14                              | A 20. személyzetnek is tagja.              | A 20. személyzetnek is tagja.  | A 20. személyzetnek is tagja.  |
| 19. személyzet | Vakata Kóicsi                                                                               | Barratt, Padalka, Wakata | A 18. személyzetből átvéve.          | A 18. személyzetből átvéve.                |                                            | A 20. személyzetnek is tagja.              | A 20. személyzetnek is tagja.  | A 20. személyzetnek is tagja.  |
|                |                                                                                             | |                                      |                                            |                                            |                                            |                                |                                |
| 20. személyzet | Gennagyij Padalka Michael Barratt                                                           | Padalka, Romanenko, hinten: Thirsk, Barratt, Stott, Kopra, Wakata                                                                     |                                      | A 19. személyzetből átvéve.                | A 19. személyzetből átvéve.                | 2009. október 11. 04:32 UTC                | Szojuz TMA–14                  | 198.70                         |
| 20. személyzet | Vakata Kóicsi                                                                               | Padalka, Romanenko, hinten: Thirsk, Barratt, Stott, Kopra, Wakata                                                                     | 2009. július 31. 14:48 UTC           | A 19. személyzetből átvéve.                | A 19. személyzetből átvéve.                | STS–127                                    | 144.62                         |                                |
| 20. személyzet | Timothy Kopra                                                                               | Padalka, Romanenko, hinten: Thirsk, Barratt, Stott, Kopra, Wakata                                                                     | 2009. július 15. 22:03 UTC           | STS–127                                    | 2009. szeptember 12. 00:53 UTC             | STS–128                                    | 58.12                          |                                |
| 20. személyzet | Frank De Winne Roman Romanyenko Robert Thirsk                                               | Padalka, Romanenko, hinten: Thirsk, Barratt, Stott, Kopra, Wakata                                                                     | 2009. május 27. 10:34 UTC            | Szojuz TMA–15                              | A 21. személyzetnek is tagja.              | A 21. személyzetnek is tagja.              | A 21. személyzetnek is tagja.  |                                |
| 20. személyzet | Nicole Stott – USA                                                                          | Padalka, Romanenko, hinten: Thirsk, Barratt, Stott, Kopra, Wakata                                                                     | 2009. augusztus 29. 03:59 UTC        | STS–128                                    | A 21. személyzetnek is tagja.              | A 21. személyzetnek is tagja.              | A 21. személyzetnek is tagja.  |                                |
|                |                                                                                             | |                                      |                                            |                                            |                                            |                                |                                |
| 21. személyzet | Frank De Winne Roman Romanyenko Robert Thirsk                                               | Maxim Surajew, Nicole Stott, Jeffrey Williams, Frank De Winne (Kommandant), Robert Thirsk, Roman Romanenko                            |                                      | A 20. személyzetből átvéve                 | A 20. személyzetből átvéve                 | 2009. december 1. 07:16 UTC                | Szojuz TMA–15                  | 187.86                         |
| 21. személyzet | Nicole Stott                                                                                | Maxim Surajew, Nicole Stott, Jeffrey Williams, Frank De Winne (Kommandant), Robert Thirsk, Roman Romanenko                            | 2009. november 27. 14:44 UTC         | A 20. személyzetből átvéve                 | A 20. személyzetből átvéve                 | STS–129                                    | 90.45                          |                                |
| 21. személyzet | Jeffrey Williams Makszim Szurajev                                                           | Maxim Surajew, Nicole Stott, Jeffrey Williams, Frank De Winne (Kommandant), Robert Thirsk, Roman Romanenko                            | 2009. szeptember 30. 07:14 UTC       | Szojuz TMA–16                              | A 22. személyzetnek is tagja               | A 22. személyzetnek is tagja               | A 22. személyzetnek is tagja   |                                |
|                |                                                                                             | |                                      |                                            |                                            |                                            |                                |                                |
| 22. személyzet | Jeffrey Williams Makszim Szurajev                                                           | T.J. Creamer, Jeffrey Williams (Kommandant), Maxim Surajew, Oleg Valerjevics Kotov, Nogucsi Szóicsi                                   |                                      | A 21. személyzetből átvéve                 | A 21. személyzetből átvéve                 | 2010. március 18. 11:24 UTC                | Szojuz TMA–16                  | 169.04                         |
| 22. személyzet | Oleg Valerjevics Kotov Nogucsi Szóicsi Timothy Creamer                                      | T.J. Creamer, Jeffrey Williams (Kommandant), Maxim Surajew, Oleg Valerjevics Kotov, Nogucsi Szóicsi                                   | 2009. december 20. 21:52 UTC         | Szojuz TMA–17                              | A 23. személyzetnek is tagja               | A 23. személyzetnek is tagja               | A 23. személyzetnek is tagja   |                                |
|                |                                                                                             | |                                      |                                            |                                            |                                            |                                |                                |
| 23. személyzet | Oleg Valerjevics Kotov Nogucsi Szóicsi Timothy Creamer – USA                                | Michail Kornijenko, Tracy Caldwell-Dyson, Alexander Skworzow, Oleg Valerjevics Kotov (parancsnok), T.J. Creamer és Nogucsi Szóicsi    |                                      | A 22. személyzetből átvéve                 | A 22. személyzetből átvéve                 | 2010. június 2. 03:25 UTC                  | Szojuz TMA–17                  | 163.23                         |
| 23. személyzet | Alekszander Szkvorcov Mihail Kornyijenko Tracy Caldwell Dyson                               | Michail Kornijenko, Tracy Caldwell-Dyson, Alexander Skworzow, Oleg Valerjevics Kotov (parancsnok), T.J. Creamer és Nogucsi Szóicsi    | 2010. április 2. 04:05 UTC           | Szojuz TMA–18                              | A 24. személyzetnek is tagja               | A 24. személyzetnek is tagja               | A 24. személyzetnek is tagja   |                                |
|                |                                                                                             | |                                      |                                            |                                            |                                            |                                |                                |
| 24. személyzet | Alekszandr Szkvorcov Mihail Kornyijenko Tracy Caldwell Dyson                                | Alekszandr Szkvorcov, Shannon Walker, hátul: Doug Wheelock, Tracy Caldwell-Dyson, Mihail Kornyijenko, Fjodor Jurcsihin                |                                      | A 23. személyzetből átvéve                 | A 23. személyzetből átvéve                 | 2010. szeptember 25. 05:23 UTC             | Szojuz TMA–18                  | 176.05                         |
| 24. személyzet | Douglas Wheelock Fjodor Jurcsihin Shannon Walker                                            | Alekszandr Szkvorcov, Shannon Walker, hátul: Doug Wheelock, Tracy Caldwell-Dyson, Mihail Kornyijenko, Fjodor Jurcsihin                | 2010. június 15. 21:35 UTC           | Szojuz TMA–19                              | A 25. személyzetnek is tagja               | A 25. személyzetnek is tagja               | A 25. személyzetnek is tagja   |                                |
|                |                                                                                             | |                                      |                                            |                                            |                                            |                                |                                |
| 25. személyzet | Douglas Wheelock Fjodor Jurcsihin Shannon Walker                                            | Alekszandr Szkvorcov (parancsnok) és Shannon Walker, hátul: Doug Wheelock, Tracy Caldwell-Dyson, Mihail Kornyijenko, Fjodor Jurcsihin |                                      | A 24. személyzetből átvéve                 | A 24. személyzetből átvéve                 | 2010. november 26. 04:46 UTC               | Szojuz TMA–19                  | 163.30                         |
| 25. személyzet | Scott Kelly Alekszander Kaleri Oleg Szkripocska                                             | Alekszandr Szkvorcov (parancsnok) és Shannon Walker, hátul: Doug Wheelock, Tracy Caldwell-Dyson, Mihail Kornyijenko, Fjodor Jurcsihin | 2010. október 7. 23:10 UTC           | Szojuz TMA–01M                             | A 26. személyzetnek is tagja               | A 26. személyzetnek is tagja               | A 26. személyzetnek is tagja   |                                |
|                |                                                                                             | |                                      |                                            |                                            |                                            |                                |                                |
| 26. személyzet | Scott Kelly Alekszander Kaleri Oleg Szkripocska                                             | Oleg Szkripocska, Alexandr Kaleri, Dmitrij Kondratyjev, Paolo Nespoli, Catherine Coleman és Scott Kelly                               |                                      | A 25. személyzetből átvéve                 | A 25. személyzetből átvéve                 | 2011. március 16. 02:27 UTC                | Szojuz TMA–01M                 | 159.36                         |
| 26. személyzet | Dmitrij Jurjevics Kondratyjev Catherine Coleman Paolo Angelo Nespoli                        | Oleg Szkripocska, Alexandr Kaleri, Dmitrij Kondratyjev, Paolo Nespoli, Catherine Coleman és Scott Kelly                               | 2010. december 15. 19:09 UTC         | Szojuz TMA–20                              | A 27. személyzetnek is tagja               | A 27. személyzetnek is tagja               | A 27. személyzetnek is tagja   |                                |
| 27. személyzet | Dmitrij Jurjevics Kondratyjev Catherine Grace Coleman Paolo Angelo Nespoli                  | Ronald Garan, Paolo Nespoli, Alexandr Szamokutajev, Catherine Coleman, Andrej Boriszenko, Dmitrij Kondratyev                          |                                      | A 26. személyzetből átvéve                 | A 26. személyzetből átvéve                 | 2011. május 24. 02:27 UTC                  | Szojuz TMA–20                  | 160.10                         |
| 27. személyzet | Andrej Ivanovics Boriszenko Alekszandr Mihajlovics Szamokutyajev Ronald John Garan          | Ronald Garan, Paolo Nespoli, Alexandr Szamokutajev, Catherine Coleman, Andrej Boriszenko, Dmitrij Kondratyev                          | 2011. április 4. 22:18 UTC           | Szojuz TMA–21                              | A 28. személyzetnek is tagja               | A 28. személyzetnek is tagja               | A 28. személyzetnek is tagja   |                                |
| 28. személyzet | Andrej Ivanovics Boriszenko Alekszandr Mihajlovics Szamokutyajev Ronald John Garan          | Furukava Szatosi, Mike Fossum, Ron Garan, Alexandr Szamokutajev, Szergej Volkov, Andrej Boriszenko                                    |                                      | A 27. személyzetből átvéve                 | A 27. személyzetből átvéve                 | 2011. szeptember 16. 00:38 UTC             | Szojuz TMA–21                  | 164.10                         |
| 28. személyzet | Michael Edward Fossum Szergej Volkov Furukava Szatosi                                       | Furukava Szatosi, Mike Fossum, Ron Garan, Alexandr Szamokutajev, Szergej Volkov, Andrej Boriszenko                                    | 2011. június 7. 20:12 UTC            | Szojuz TMA–02M                             | A 29. személyzetnek is tagja               | A 29. személyzetnek is tagja               | A 29. személyzetnek is tagja   |                                |
| 29. személyzet | Michael Edward Fossum Szergej Volkov Furukava Szatosi                                       | Furukava Szatosi, Mike Fossum, Szergej Volkov, Anatolij Ivanisin, Daniel Burbank Anton Skaplerov                                      |                                      | A 28. személyzetből átvéve                 | A 28. személyzetből átvéve                 | 2011. november 22. 02:26 UTC               | Szojuz TMA–02M                 | 167.26                         |
| 29. személyzet | Daniel Christopher Burbank Anton Nyikolajevics Skaplerov Anatolij Alekszejevics Ivanyisin   | Furukava Szatosi, Mike Fossum, Szergej Volkov, Anatolij Ivanisin, Daniel Burbank Anton Skaplerov                                      | 2011. november 14. 04:14 UTC         | Szojuz TMA–22                              | A 30. személyzetnek is tagja               | A 30. személyzetnek is tagja               | A 30. személyzetnek is tagja   |                                |
| 30. személyzet | Daniel Christopher Burbank Anton Nyikolajevics Skaplerov Anatolij Alekszejevics Ivanyisin   | Anton Skaplerov, Daniel Burbank, Anatolij Ivanisin, André Kuipers, Oleg Kononyenko Donald Pettit                                      |                                      | A 29. személyzetből átvéve                 | A 29. személyzetből átvéve                 | 2012. április 27. 11:45 UTC                | Szojuz TMA–22                  | 165.31                         |
| 30. személyzet | Oleg Dmitrijevics Kononyenko Donald Roy Pettit André Kuipers                                | Anton Skaplerov, Daniel Burbank, Anatolij Ivanisin, André Kuipers, Oleg Kononyenko Donald Pettit                                      | 2011. december 21. 13:16 UTC         | Szojuz TMA–03M                             | A 31. személyzetnek is tagja               | A 31. személyzetnek is tagja               | A 31. személyzetnek is tagja   |                                |
| 31. személyzet | Oleg Dmitrijevics Kononyenko Donald Roy Pettit André Kuipers                                | Joseph Acaba, Gennadij Padalka, Szergej Revin, André Kuipers, Oleg Kononyenko, Donald Pettit                                          |                                      | A 30. személyzetből átvéve                 | A 30. személyzetből átvéve                 | 2012. július 1. 08:14 UTC                  | Szojuz TMA–03M                 | 192.83                         |
| 31. személyzet | Gennagyij Ivanovics Padalka Szergej Nyikolajevics Revin Joseph Michael Acaba                | Joseph Acaba, Gennadij Padalka, Szergej Revin, André Kuipers, Oleg Kononyenko, Donald Pettit                                          | 2012. május 15. 03:01 UTC            | Szojuz TMA–04M                             | A 32. személyzetnek is tagja               | A 32. személyzetnek is tagja               | A 32. személyzetnek is tagja   |                                |
| 32. személyzet | Gennagyij Ivanovics Padalka Szergej Nyikolajevics Revin Joseph Michael Acaba                | Akihiko Hoshide, Jurij Malencsenko, Sunita Williams, Joseph Acaba, Gennadij Padalka, Szergej Revin                                    |                                      | A 31. személyzetből átvéve                 | A 31. személyzetből átvéve                 | 2012. szeptember 17. 02:53 UTC             | Szojuz TMA–04M                 | 124.99                         |
| 32. személyzet | Sunita Lyn Williams Jurij Ivanovics Malencsenko Akihiko Hoshide                             | Akihiko Hoshide, Jurij Malencsenko, Sunita Williams, Joseph Acaba, Gennadij Padalka, Szergej Revin                                    | 2012. július 15. 02:40 UTC           | Szojuz TMA–05M                             | A 33. személyzetnek is tagja               | A 33. személyzetnek is tagja               | A 33. személyzetnek is tagja   |                                |
| 33. személyzet | Sunita Lyn Williams Jurij Ivanovics Malencsenko Akihiko Hoshide                             | |                                      | A 32. személyzetből átvéve                 | A 32. személyzetből átvéve                 | 2012. november 19. 01:56 UTC               | Szojuz TMA–05M                 | 126,97                         |
| 33. személyzet | Kevin Anthony Ford Oleg Viktorovics Novickij Jevgenyij Igorevics Tarelkin                   | 2012. október 23. 10:51 UTC | Szojuz TMA–06M                       | A 34. személyzetnek is tagja.              | A 34. személyzetnek is tagja.              | A 34. személyzetnek is tagja.              |                                |                                |
| 34. személyzet | Kevin Anthony Ford Oleg Viktorovics Novickij Jevgenyij Igorevics Tarelkin                   | |                                      | A 33. személyzetből átvéve                 | A 33. személyzetből átvéve                 | 2013. március 16. 03:08 UTC                | Szojuz TMA–06M                 | 143,18                         |
| 34. személyzet | Chris Austin Hadfield Roman Jurjevics Romanyenko Thomas Henry Marshburn                     | 2012. december 19. 11:12 UTC | Szojuz TMA–07M                       | A 35. személyzetnek is tagja.              | A 35. személyzetnek is tagja.              | A 35. személyzetnek is tagja.              |                                |                                |
| 35. személyzet | Chris Austin Hadfield Roman Jurjevics Romanyenko Thomas Henry Marshburn                     | |                                      | A 34. személyzetből átvéve                 | A 34. személyzetből átvéve                 | 2013. május 14. 03:31 UTC                  | Szojuz TMA–07M                 | 145,64                         |
| 35. személyzet | Pavel Vlagyimirovics Vinogradov Alekszandr Alekszandrovics Miszurkin Christopher J. Cassidy | 2013. március 28. 20:43 UTC | Szojuz TMA–08M                       | A 36. személyzetnek is tagja.              | A 36. személyzetnek is tagja.              | A 36. személyzetnek is tagja.              |                                |                                |
| 36. személyzet | Pavel Vlagyimirovics Vinogradov Alekszandr Alekszandrovics Miszurkin Christopher J. Cassidy | |                                      | A 35. személyzetből átvéve                 | A 35. személyzetből átvéve                 | 2013. szeptember 11. 02:58 UTC             | Szojuz TMA–08M                 | 166,25                         |
| 36. személyzet | Fjodor Nyikolajevics Jurcsihin Karen L. Nyberg Luca Parmitano                               | 2013. Május 28. 20:31 UTC | Szojuz TMA–09M                       | A 37. személyzetnek is tagja.              | A 37. személyzetnek is tagja.              | A 37. személyzetnek is tagja.              |                                |                                |
| 37. személyzet | Fjodor Nyikolajevics Jurcsihin Karen L. Nyberg Luca Parmitano                               | |                                      | A 36. személyzetből átvéve                 | A 36. személyzetből átvéve                 | 2013. november 11. 02:49 UTC               | Szojuz TMA–09M                 | 166,25                         |
| 37. személyzet | Oleg Valerjevics Kotov Szergej Nyikolajevics Rjazanszkij Michael Scott Hopkins              | 2013. szeptember 25. 20:58 UTC | Szojuz TMA–10M                       | A 38. személyzetnek is tagja.              | A 38. személyzetnek is tagja.              | A 38. személyzetnek is tagja.              |                                |                                |
| 38. személyzet | Oleg Valerjevics Kotov Szergej Nyikolajevics Rjazanszkij Michael Scott Hopkins              | |                                      | A 37. személyzetből átvéve                 | A 37. személyzetből átvéve                 | 2014. május 14. 03:24 UTC                  | Szojuz TMA–10M                 | 166,25                         |
| 38. személyzet | Vakata Kóicsi Mihail Vlagyiszlavovics Tyurin Richard Alan Mastracchio                       | 2013. november 6. 04:14 UTC | Szojuz TMA–11M                       | A 39. személyzetnek is tagja.              | A 39. személyzetnek is tagja.              | A 39. személyzetnek is tagja.              |                                |                                |
| 39. személyzet | Vakata Kóicsi Mihail Vlagyiszlavovics Tyurin Richard Alan Mastracchio                       | |                                      | A 38. személyzetből átvéve                 | A 38. személyzetből átvéve                 | 2014. május 14. 01:58 UTC                  | Szojuz TMA–11M                 | 187,91                         |
| 39. személyzet | Alekszandr Alekszandrovics Szkvorcov Oleg Germanovics Artyemjev Steven Ray Swanson          | 2014. március 25. 21:17 UTC | Szojuz TMA–12M                       | A 40. személyzetnek is tagja.              | A 40. személyzetnek is tagja.              | A 40. személyzetnek is tagja.              |                                |                                |
| 40. személyzet | Steven Ray Swanson Alekszandr Alekszandrovics Szkvorcov Oleg Germanovics Artyemjev          | |                                      | A 39. személyzetből átvéve                 | A 39. személyzetből átvéve                 | 2014. szeptember 11. 02:23 UTC             | Szojuz TMA–12M                 | 169,20                         |
| 40. személyzet | Gregory Reid Wiseman Makszim Viktorovics Szurajev Alexander Gerst                           | 2014. május 28. 19:57 UTC | Szojuz TMA–13M                       | A 41. személyzetnek is tagja.              | A 41. személyzetnek is tagja.              | A 41. személyzetnek is tagja.              |                                |                                |
| 41. személyzet | Makszim Viktorovics Szurajev Gregory Reid Wiseman Alexander Gerst                           | |                                      | A 40. személyzetből átvéve                 | A 40. személyzetből átvéve                 | 2014. november 10. 03:58 UTC               | Szojuz TMA–13M                 | 165,33                         |
| 41. személyzet | Alekszandr Mihajlovics Szamokutyajev Jelena Olegovna Szerova Barry Eugene Wilmore           | 2014. szeptember 25. 20:25 UTC | Szojuz TMA–14M                       | A 42. személyzetnek is tagja.              | A 42. személyzetnek is tagja.              | A 42. személyzetnek is tagja.              |                                |                                |
| 42. személyzet | Barry Eugene Wilmore Alekszandr Mihajlovics Szamokutyajev Jelena Olegovna Szerova           | |                                      | A 41. személyzetből átvéve                 | A 41. személyzetből átvéve                 | 2015. március 12. 02:07 UTC                | Szojuz TMA–14M                 | 167,25                         |
| 42. személyzet | Anton Nyikolajevics Skaplerov Samantha Cristoforetti Terry Wayne Virts                      | 2014. november 23. 21:01 UTC | Szojuz TMA–15M                       | A 43. személyzetnek is tagja.              | A 43. személyzetnek is tagja.              | A 43. személyzetnek is tagja.              |                                |                                |
| 43. személyzet | Terry Wayne Virts Anton Nyikolajevics Skaplerov Samantha Cristoforetti                      | |                                      | A 42. személyzetből átvéve                 | A 42. személyzetből átvéve                 | 2015. június 11. 13:44 UTC                 | Szojuz TMA–15M                 | 199,70                         |
| 43. személyzet | Gennagyij Ivanovics Padalka                                                                 | 2015. március 27 19:42 UTC | Szojuz TMA–16M                       | A 44. személyzetnek is tagja.              | A 44. személyzetnek is tagja.              | A 44. személyzetnek is tagja.              |                                |                                |
| 43. személyzet | Mihail Boriszovics Kornyijenko Scott Joseph Kelly                                           | 2015. március 27 19:42 UTC | Szojuz TMA–16M                       | A 44., 45., és 46. személyzetnek is tagja. | A 44., 45., és 46. személyzetnek is tagja. | A 44., 45., és 46. személyzetnek is tagja. |                                |                                |
| 44. személyzet | Gennagyij Ivanovics Padalka                                                                 | |                                      | A 43. személyzetből átvéve                 | A 43. személyzetből átvéve                 | 2015. szeptember 12. 00:51 UTC             | Szojuz TMA–16M                 | 169                            |
| 44. személyzet | Mihail Boriszovics Kornyijenko Scott Joseph Kelly                                           | A 45. és 46. személyzetnek is tagja.                                                                                                  | A 45. és 46. személyzetnek is tagja. | A 45. és 46. személyzetnek is tagja.       | A 43. személyzetből átvéve                 |                                            |                                |                                |
| 44. személyzet | Oleg Dmitrijevics Kononyenko Kimija Jui Kjell N. Lindgren                                   | 2015. július 22. 21:02 UTC | Szojuz TMA–17M                       | A 45. személyzetnek is tagja.              | A 45. személyzetnek is tagja.              | A 45. személyzetnek is tagja.              |                                |                                |
| 45. személyzet | Scott Joseph Kelly Mihail Boriszovics Kornyijenko                                           | |                                      | A 44. személyzetből átvéve                 | A 44. személyzetből átvéve                 | A 46. személyzetnek is tagja.              | A 46. személyzetnek is tagja.  | A 46. személyzetnek is tagja.  |
| 45. személyzet | Oleg Dmitrijevics Kononyenko Kimija Jui Kjell N. Lindgren                                   | 2015. december 11. 13:12 UTC | Szojuz TMA–17M                       | A 44. személyzetből átvéve                 | A 44. személyzetből átvéve                 | 141,66                                     |                                |                                |
| 45. személyzet | Szergej Alekszandrovics Volkov                                                              | 2015. szeptember 2. 04:37 UTC | Szojuz TMA–18M                       | A 46. személyzetnek is tagja.              | A 46. személyzetnek is tagja.              | A 46. személyzetnek is tagja.              |                                |                                |
| 46. személyzet | Scott Joseph Kelly Mihail Boriszovics Kornyijenko                                           | |                                      | A 45. személyzetből átvéve                 | A 45. személyzetből átvéve                 | 2016. március 2. 04:25:27 UTC              | Szojuz TMA–18M                 | 340                            |
| 46. személyzet | Szergej Alekszandrovics Volkov                                                              | 181 |                                      | A 45. személyzetből átvéve                 | A 45. személyzetből átvéve                 | 2016. március 2. 04:25:27 UTC              | Szojuz TMA–18M                 |                                |
| 46. személyzet | Jurij Ivanovics Malencsenko Tim Peake Timothy Lennart Kopra                                 | 2015. december 15. 11:03 UTC | Szojuz TMA–19M                       | A 47. személyzetnek is tagja.              | A 47. személyzetnek is tagja.              | A 47. személyzetnek is tagja.              |                                |                                |
| 47. személyzet | Timothy Lennart Kopra Tim Peake Jurij Ivanovics Malencsenko                                 | |                                      | A 46. személyzetből átvéve                 | A 46. személyzetből átvéve                 | 2016. június 18. 09:15 UTC                 | Szojuz TMA–19M                 | 185,91                         |
| 47. személyzet | Alekszej Nyikolajevics Ovcsinyin Oleg Ivanovics Szkripocska Jeffrey Williams                | 2016. március 18. 21:26:38 UTC | Szojuz TMA–20M                       | A 48. személyzetnek is tagja.              | A 48. személyzetnek is tagja.              | A 48. személyzetnek is tagja.              |                                |                                |
| 48. személyzet | Jeffrey Williams Oleg Ivanovics Szkripocska Alekszej Nyikolajevics Ovcsinyin                | |                                      | A 47. személyzetből átvéve                 | A 47. személyzetből átvéve                 | 2016. szeptember 7. 01:13 UTC              | Szojuz TMA–20M                 | 172                            |
| 48. személyzet | Anatolij Alekszejevics Ivanyisin Takuja Onisi Kathleen Rubins                               | 2016. július 7. 01:36 UTC | Szojuz MS–01                         | A 49. személyzetnek is tagja.              | A 49. személyzetnek is tagja.              | A 49. személyzetnek is tagja.              |                                |                                |
| 49. személyzet | Anatolij Alekszejevics Ivanyisin Takuja Onisi Kathleen Rubins                               | |                                      | A 48. személyzetből átvéve                 | A 48. személyzetből átvéve                 | 2016. október 30. 03:58 UTC                | Szojuz MS–01                   | 115                            |
| 49. személyzet | Robert Shane Kimbrough Andrej Ivanovics Boriszenko Szergej Nyikolajevics Rizsikov           | 2016. október 19. 08:05 UTC | Szojuz MS–02                         | Az 50. személyzetnek is tagja.             | Az 50. személyzetnek is tagja.             | Az 50. személyzetnek is tagja.             |                                |                                |
| 50. személyzet | Robert Shane Kimbrough Andrej Ivanovics Boriszenko Szergej Nyikolajevics Rizsikov           | |                                      | A 49. személyzetből átvéve                 | A 49. személyzetből átvéve                 | 2017. április 10. 11:20 UTC                | Szojuz MS–02                   | 173                            |
| 50. személyzet | Peggy Annette Whitson Oleg Viktorovics Novickij Thomas Pesquet                              | 2016. november 17. 20:17 UTC | Szojuz MS–03                         | Az 51. személyzetnek is tagja.             | Az 51. személyzetnek is tagja.             | Az 51. személyzetnek is tagja.             |                                |                                |
| 51. személyzet | Oleg Viktorovics Novickij Thomas Pesquet                                                    | |                                      | Az 50. személyzetből átvéve                | Az 50. személyzetből átvéve                | 2017. június 2. 14:10 UTC                  | Szojuz MS–03                   | 196,72                         |
| 51. személyzet | Peggy Annette Whitson                                                                       | Az 52. személyzetnek is tagja. | Az 52. személyzetnek is tagja.       | Az 52. személyzetnek is tagja.             | Az 50. személyzetből átvéve                |                                            |                                |                                |
| 51. személyzet | Fjodor Nyikolajevics Jurcsihin Jack D. Fischer                                              | Az 52. személyzetnek is tagja. | Az 52. személyzetnek is tagja.       | Az 52. személyzetnek is tagja.             | 2017. április 20. 07:13 UTC                | Szojuz MS–04                               |                                |                                |
| 52. személyzet | Fjodor Nyikolajevics Jurcsihin Jack D. Fischer                                              | |                                      | Az 51. személyzetből átvéve                | Az 51. személyzetből átvéve                | 2017. szeptember 3. 01:22 UTC              | Szojuz MS–04                   | 135,3                          |
| 52. személyzet | Peggy Annette Whitson                                                                       | 289,1 |                                      | Az 51. személyzetből átvéve                | Az 51. személyzetből átvéve                | 2017. szeptember 3. 01:22 UTC              | Szojuz MS–04                   |                                |
| 52. személyzet | Randolph James Bresnik Paolo Angelo Nespoli Szergej Nyikolajevics Rjazanszkij               | 2017. július 28. 15:41 UTC | Szojuz MS–05                         | Az 53. személyzetnek is tagja.             | Az 53. személyzetnek is tagja.             | Az 53. személyzetnek is tagja.             |                                |                                |
| 53. személyzet | Randolph James Bresnik Paolo Angelo Nespoli Szergej Nyikolajevics Rjazanszkij               | |                                      | Az 52. személyzetből átvéve                | Az 52. személyzetből átvéve                | 2017. december 14. 08:38 UTC               | Szojuz MS–05                   | 139                            |
| 53. személyzet | Alekszandr Alekszandrovics Miszurkin Mark T. Vande Hei Joseph Michael Acaba                 | 2017. szeptember 12. 21:17 UTC | Szojuz MS–06                         | Az 54. személyzetnek is tagja.             | Az 54. személyzetnek is tagja.             | Az 54. személyzetnek is tagja.             |                                |                                |
| 54. személyzet | Alekszandr Alekszandrovics Miszurkin Mark T. Vande Hei Joseph Michael Acaba                 | |                                      | Az 53. személyzetből átvéve                | Az 53. személyzetből átvéve                | 2018. február 28. 02:31 UTC                | Szojuz MS–06                   | 168                            |
| 54. személyzet | Anton Nikolajevics Skaplerov Scott D. Tingle Norishige Kanai                                | 2017. december 17. 07:21 UTC | Szojuz MS–07                         | Az 55. személyzetnek is tagja.             | Az 55. személyzetnek is tagja.             | Az 55. személyzetnek is tagja.             |                                |                                |
| 55. személyzet | Anton Nikolajevics Skaplerov Scott D. Tingle Norishige Kanai                                | |                                      | Az 54. személyzetből átvéve                | Az 54. személyzetből átvéve                | 2018. június 3. 12:39 UTC                  | Szojuz MS–07                   | 168                            |
| 55. személyzet | Andrew Jay Feustel Oleg Germanovics Artyemjev Richard Robert Arnold                         | 2018. március 21. 17:44 UTC | Szojuz MS–08                         | Az 56. személyzetnek is tagja.             | Az 56. személyzetnek is tagja.             | Az 56. személyzetnek is tagja.             |                                |                                |
| 56. személyzet | Andrew Jay Feustel Oleg Germanovics Artyemjev Richard Robert Arnold                         | |                                      | Az 55. személyzetből átvéve                | Az 55. személyzetből átvéve                | 2018. október 4. 11:44:45 UTC              | Szojuz MS–08                   | 196                            |
| 56. személyzet | Alexander Gerst Szergej Valerjevics Prokopjev Serena Auñon-Chancellor                       | 2018. június 6. 11:12 UTC | Szojuz MS–09                         | Az 57. személyzetnek is tagja.             | Az 57. személyzetnek is tagja.             | Az 57. személyzetnek is tagja.             |                                |                                |
| 57. személyzet | Alexander Gerst Szergej Valerjevics Prokopjev Serena Auñon-Chancellor                       | |                                      | Az 56. személyzetből átvéve                | Az 56. személyzetből átvéve                | 2018. december 20. 05:02 UTC               | Szojuz MS–09                   | 197                            |
| 57. személyzet | Oleg Dmitrijevics Kononyenko David Saint-Jacques Anne Charlotte McClain                     | 2018. december 3. 11:31 UTC | Szojuz MS–11                         | Az 58. személyzetnek is tagja.             | Az 58. személyzetnek is tagja.             | Az 58. személyzetnek is tagja.             |                                |                                |
| 58. személyzet | Oleg Dmitrijevics Kononyenko David Saint-Jacques Anne Charlotte McClain                     | |                                      | Az 57. személyzetből átvéve                | Az 57. személyzetből átvéve                | Az 59. személyzetnek is tagja.             | Az 59. személyzetnek is tagja. | Az 59. személyzetnek is tagja. |
| 59. személyzet | Oleg Dmitrijevics Kononyenko David Saint-Jacques Anne Charlotte McClain                     | |                                      | Az 58. személyzetből átvéve                | Az 58. személyzetből átvéve                | 2019. június 25. 02:47:50 UTC              | Szojuz MS–11                   | 203                            |
| 59. személyzet | Alekszej Nyikolajevics Ovcsinyin Nick Hague Christina Koch                                  | 2019. március 14. 19:14 UTC | Szojuz MS–12                         | A 60. személyzetnek is tagja.              | A 60. személyzetnek is tagja.              | A 60. személyzetnek is tagja.              |                                |                                |
| 60. személyzet | Alekszej Nyikolajevics Ovcsinyin Nick Hague                                                 | |                                      | Az 59. személyzetből átvéve                | Az 59. személyzetből átvéve                | 2019. október 3. 10:59 UTC                 | Szojuz MS–12                   | 202                            |
| 60. személyzet | Christina Koch                                                                              | A 61. személyzetnek is tagja. | A 61. személyzetnek is tagja.        | A 61. személyzetnek is tagja.              | Az 59. személyzetből átvéve                |                                            |                                |                                |
| 60. személyzet | Alekszandr Alekszandrovics Szkvorcov Luca Parmitano Andrew R. Morgan                        | A 61. személyzetnek is tagja. | A 61. személyzetnek is tagja.        | A 61. személyzetnek is tagja.              | 2019. július 20. 16:28:21 UTC              | Szojuz MS–13                               |                                |                                |
| 61. személyzet | Luca Parmitano Alekszandr Alekszandrovics Szkvorcov                                         | |                                      | A 60. személyzetből átvéve                 | A 60. személyzetből átvéve                 | 2020. február 6. 05:50 UTC                 | Szojuz MS–13                   | 200                            |
| 61. személyzet | Christina Koch                                                                              | 328 |                                      | A 60. személyzetből átvéve                 | A 60. személyzetből átvéve                 | 2020. február 6. 05:50 UTC                 | Szojuz MS–13                   |                                |
| 61. személyzet | Andrew R. Morgan                                                                            | A 62. személyzetnek is tagja. | A 62. személyzetnek is tagja.        | A 62. személyzetnek is tagja.              | A 60. személyzetből átvéve                 |                                            |                                |                                |
| 61. személyzet | Oleg Ivanovics Szkripocska Jessica Meir                                                     | A 62. személyzetnek is tagja. | A 62. személyzetnek is tagja.        | A 62. személyzetnek is tagja.              | 2019. szeptember 25. 13:57:43 UTC          | Szojuz MS–15                               |                                |                                |
| 62. személyzet | Oleg Ivanovics Szkripocska Jessica Meir                                                     | |                                      | A 61. személyzetből átvéve                 | A 61. személyzetből átvéve                 | 2020. április 17. 05:16 UTC                | Szojuz MS–15                   | 205                            |
| 62. személyzet | Andrew R. Morgan                                                                            | 272 |                                      | A 61. személyzetből átvéve                 | A 61. személyzetből átvéve                 | 2020. április 17. 05:16 UTC                | Szojuz MS–15                   |                                |
| 62. személyzet | Christopher J. Cassidy Anatolij Alekszejevics Ivanyisin Ivan Vagner                         | 2020. április 9. 08:05 UTC | Szojuz MS–16                         | A 63. személyzetnek is tagja.              | A 63. személyzetnek is tagja.              | A 63. személyzetnek is tagja.              |                                |                                |
| 63. személyzet | Christopher J. Cassidy Anatolij Alekszejevics Ivanyisin Ivan Vagner                         | |                                      | A 62. személyzetből átvéve.                | A 62. személyzetből átvéve.                | 2020. október 21. 23:32 UTC                | Szojuz MS–16                   | 195                            |
| 63. személyzet | Douglas Gerald Hurley Robert Louis Behnken                                                  | 2020. május 30. 19:22:45 UTC | SpaceX Crew Dragon Demo–2            | 2020. augusztus 2. 18:48:06 UTC            | SpaceX Crew Dragon Demo–2                  |                                            |                                |                                |
| 63. személyzet | Sergej Nyikolajevics Rizsikov Sergej Kud-Szvertcskov Kathleen Rubins                        | 2020. október 14. 05:45:04 UTC | Szojuz MS–17                         | A 64. személyzetnek is tagja.              | A 64. személyzetnek is tagja.              | A 64. személyzetnek is tagja.              |                                |                                |
| 64. személyzet | Sergej Nyikolajevics Rizsikov Sergej Kud-Szvertcskov Kathleen Rubins                        | |                                      | A 63. személyzetből átvéve.                | A 63. személyzetből átvéve.                | 2021. április 17. 04:55 UTC                | Szojuz MS–17                   | 185                            |
| 64. személyzet | Michael Scott Hopkins Victor J. Glover Nogucsi Szóicsi Shannon Baker Walker                 | 2020. november 16. 00:27:17 UTC | SpaceX Crew–1                        | A 65. személyzetnek is tagja.              | A 65. személyzetnek is tagja.              | A 65. személyzetnek is tagja.              |                                |                                |
| 64. személyzet | Oleg Viktorovics Novickij Pjotr Valerijevics Dubrov Mark T. Vande Hei                       | 2021. április 9. 07:42:41 UTC | Szojuz MS–18                         | A 65. személyzetnek is tagja.              | A 65. személyzetnek is tagja.              | A 65. személyzetnek is tagja.              |                                |                                |
| 65. személyzet | Shannon Baker Walker Michael Scott Hopkins Victor J. Glover Nogucsi Szóicsi                 | |                                      | A 64. személyzetből átvéve.                | A 64. személyzetből átvéve.                | 2021. május 2. 06:56:33 UTC                | SpaceX Crew–1                  | 167                            |
| 65. személyzet | Oleg Viktorovics Novickij                                                                   | 2021. október 17. 01:14:05 UTC | Szojuz MS–18                         | A 64. személyzetből átvéve.                | A 64. személyzetből átvéve.                | 190                                        |                                |                                |
| 65. személyzet | Pjotr Valerijevics Dubrov Mark Thomas Vande Hei                                             | A 66. személyzetnek is tagja. | A 66. személyzetnek is tagja.        | A 66. személyzetnek is tagja.              | A 64. személyzetből átvéve.                |                                            |                                |                                |
| 65. személyzet | Hoside Akihito Robert Shane Kimbrough Katherine Megan McArthur Thomas Gautier Pesquet       | A 66. személyzetnek is tagja. | A 66. személyzetnek is tagja.        | A 66. személyzetnek is tagja.              | 2021. április 23. 09:49:02 UTC             | SpaceX Crew–2                              |                                |                                |
| 65. személyzet | Anton Nyikolajevics Skaplerov                                                               | A 66. személyzetnek is tagja. | A 66. személyzetnek is tagja.        | A 66. személyzetnek is tagja.              | 2021. október 5. 08:55:02 UTC              | Szojuz MS–19                               |                                |                                |
| 66. személyzet | Thomas Gautier Pesquet Robert Shane Kimbrough Katherine Megan McArthur Hoside Akihito       | |                                      | A 65. személyzetből átvéve.                | A 65. személyzetből átvéve.                | 2021. november 9. 03:33 UTC                | SpaceX Crew–2                  | 199                            |
| 66. személyzet | Pjotr Valerijevics Dubrov Mark Thomas Vande Hei                                             | 2022. március 30. 01:14:05 UTC | Szojuz MS–19                         | A 65. személyzetből átvéve.                | A 65. személyzetből átvéve.                | 355                                        |                                |                                |
| 66. személyzet | Anton Nyikolajevics Skaplerov                                                               | 2022. március 30. 01:14:05 UTC | Szojuz MS–19                         | A 65. személyzetből átvéve.                | A 65. személyzetből átvéve.                | 176                                        |                                |                                |
| 66. személyzet | Raja Chari Thomas Henry Marshburn Matthias Josef Maurer Kayla Jane Barron                   | 2021. november 11. 02:03:30 UTC | SpaceX Crew–3                        | A 67. személyzetnek is tagja.              | A 67. személyzetnek is tagja.              | A 67. személyzetnek is tagja.              |                                |                                |
| 66. személyzet | Oleg Germanovics Artyemjev Denisz Vlagyimirovics Matvejev Szergej Vlagyimirovics Korszakov  | 2022. március 18. 15:55:18 UTC | Szojuz MS–21                         | A 67. személyzetnek is tagja.              | A 67. személyzetnek is tagja.              | A 67. személyzetnek is tagja.              |                                |                                |
| 67. személyzet | Thomas Henry Marshburn Raja Chari Matthias Maurer Kayla Barron                              | |                                      | A 66. személyzetből átvéve.                | A 66. személyzetből átvéve.                | 2022. május 6. 04:43 UTC                   | SpaceX Crew–3                  | 176                            |
| 67. személyzet | Oleg Germanovics Artyemjev Denisz Matvejev Szergej Vlagyimirovics Korszakov                 | 2022. szeptember 29. 10:57 UTC | Szojuz MS–21                         | A 66. személyzetből átvéve.                | A 66. személyzetből átvéve.                | 194,5                                      |                                |                                |
| 67. személyzet | Kjell Norwood Lindgren Robert Thomas Hines Samantha Cristoforetti Jessica Andrea Watkins    | 2022. április 27. 07:52:55 UTC | SpaceX Crew–4                        | A 68. személyzetnek is tagja.              | A 68. személyzetnek is tagja.              | A 68. személyzetnek is tagja.              |                                |                                |
| 67. személyzet | Szergej Valerjevics Prokopjev Dmitrij Petelin Francisco Carlos Rubio                        | 2022. szeptember 21. 13:54 UTC | Szojuz MS–22                         | A 68. személyzetnek is tagja.              | A 68. személyzetnek is tagja.              | A 68. személyzetnek is tagja.              |                                |                                |
| 68. személyzet | Samantha Cristoforetti Kjell N. Lindgren Robert Thomas Hines Jessica Andrea Watkins         | |                                      | A 67. személyzetből átvéve.                | A 67. személyzetből átvéve.                | 2022. október 14. 20:55 UTC                | SpaceX Crew–4                  | 170,5                          |
| 68. személyzet | Szergej Valerjevics Prokopjev Dmitrij Alekszandrovics Petelin Francisco Carlos Rubio        | A 69. személyzetnek is tagja. | A 69. személyzetnek is tagja.        | A 69. személyzetnek is tagja.              | A 67. személyzetből átvéve.                |                                            |                                |                                |
| 68. személyzet | Nicole Aunapu Mann Josh Aaron Cassada Vakata Kóicsi Anna Kikina                             | 2022. október 6. 16:00:57 UTC | SpaceX Crew–5                        | 2023. március 11. 07:21 UTC                | SpaceX Crew–5                              | 155,4                                      |                                |                                |
| 68. személyzet | Stephen Gerard Bowen Warren Hoburg Szultán en-Nejádí Andrej Valerjevics Fegyajev            | 2023. március 2. 05:34:14 UTC | SpaceX Crew–6                        | A 69. személyzetnek is tagja.              | A 69. személyzetnek is tagja.              | A 69. személyzetnek is tagja.              |                                |                                |

## Jelenlegi küldetés
| Expedíció      | Személyzet (parancsnok dőlt betűvel)                                                  | Fotó                             | Jelvény              | Indítás                       | Indító űrhajó                 | Leszállás                        | Visszatérő űrhajó | Időtartam (nap) |
| -------------- | ------------------------------------------------------------------------------------- | -------------------------------- | -------------------- | ----------------------------- | ----------------------------- | -------------------------------- | ----------------- | --------------- |
| 69. személyzet | Szergej Valerjevics Prokopjev Dimitrij Alekszandrovics Petelin Francisco Carlos Rubio |                                  |                      | A 68. személyzetből átvéve    | A 68. személyzetből átvéve    | 2023. szeptember 27. (tervezett) | Szojuz MS–23      | Terv            |
| 69. személyzet | Stephen Gerard Bowen Warren Hoburg Szultán en-Nejádí Andrej Valerjevics Fegyajev      | 2023. szeptember (tervezett)     | SpaceX Crew–6        | A 68. személyzetből átvéve    | A 68. személyzetből átvéve    | Terv                             |                   |                 |
| 69. személyzet | Barry Eugene Wilmore Sunita Lyn Williams                                              | 2023. július 21. (tervezett)     | Boeing Starliner CFT | 2023 (tervezett)              | Boeing Starliner CFT          | Terv                             |                   |                 |
| 69. személyzet | Jasmin Moghbeli Andreas Mogensen Furukava Szatosi Konstantin Szergejevics Boriszov    | 2023 augusztus (tervezett)       | SpaceX Crew–7        | A 70. személyzetnek is tagja. | A 70. személyzetnek is tagja. | A 70. személyzetnek is tagja.    |                   |                 |
| 69. személyzet | Oleg Dmitrijevics Kononyenko Loral O’Hara Nyikolaj Alekszandrovics Csub               | 2023. szeptember 15. (tervezett) | Szojuz MS–24         | A 70. személyzetnek is tagja. | A 70. személyzetnek is tagja. | A 70. személyzetnek is tagja.    |                   |                 |

## Tervezett küldetés
| Expedíció      | Személyzet                                                                                 | Jelvény                           | Indítás                       | Indító űrhajó                     | Landolás                          | Visszatérő űrhajó | Időtartam (nap) |
| -------------- | ------------------------------------------------------------------------------------------ | --------------------------------- | ----------------------------- | --------------------------------- | --------------------------------- | ----------------- | --------------- |
| 70. személyzet | Jasmin Moghbeli Andreas Enevold Mogensen Furukava Szatosi Konstantin Szergejevics Boriszov |                                   | A 69. személyzetnek is tagja  | A 69. személyzetnek is tagja      | 2024. március/április (tervezett) | SpaceX Crew–7     |                 |
| 70. személyzet | Oleg Dmitrijevics Kononyenko Loral Ashley O’Hara                                           | 2024. március/április (tervezett) | A 69. személyzetnek is tagja  | A 69. személyzetnek is tagja      | Szojuz MS–24                      |                   |                 |
| 70. személyzet | Nyikolaj Alekszandrovics Csub                                                              | A 71. személyzetnek is tagja.     | A 71. személyzetnek is tagja. | A 69. személyzetnek is tagja      |                                   |                   |                 |
| 70. személyzet | Scott David Tingle Edward Michael Fincke Jeanette Jo Epps Ismeretlen küldetésspecialista   | A 71. személyzetnek is tagja.     | A 71. személyzetnek is tagja. | 2024. március/április (tervezett) | Boeing Starliner–1                |                   |                 |
| 70. személyzet | Alekszej Nikolajevics Ovcsinyin Oleg Vlagyimirovics Platonov                               | A 71. személyzetnek is tagja.     | A 71. személyzetnek is tagja. | 2024. március/április (tervezett) | Szojuz MS–25                      |                   |                 |